# Strings and Keys
Strings and Keys ist eine Jazz-Schallplatte (25-cm-Format) des Bassisten Charles Mingus und des Pianisten Spaulding Givens, die im April 1951 in Los Angeles aufgenommen wurde. Sie war die erste Veröffentlichung auf dem von Mingus und Max Roach betriebenen Label Debut Records und gilt damit als die erste von einem Jazzmusiker unabhängig produzierte Schallplatte; die erste Pressung umfasste lediglich 500 Exemplare.
Die Wiederveröffentlichung der Aufnahmen im Jahr 1992 unter dem neuen Titel Debut Rarities, Vol. 2 bei Original Jazz Classics enthielt neben unveröffentlichtem Material der Duosession auch Trioaufnahmen von Mingus und Givens mit dem Schlagzeuger Max Roach, die am 14. April 1953 in New York City entstanden waren.

## Hintergrund
Charles Mingus hatte mit dem Pianisten Spaulding Givens bereits in Los Angeles um 1946 in der Formation Stars of Swing gespielt, die meist von Buddy Collette geleitet wurde. Kurz nach seiner Heirat mit Celia Nielson und vor seinem Umzug nach New York, als der Bassist noch Mitglied im Trio des Vibraphonisten Red Norvo war, konnte er Richard Bock, zu dieser Zeit Mitarbeiter beim Label Discovery Records, davon überzeugen, eine Duosession mit ihm aufzunehmen. Darauf spielte er mit Givens (der später unter dem islamischen Pseudonym Nadi Qamar arbeitete) mehrere Jazzstandards wie Cole Porters „What Is This Thing Called Love?“ und Jimmy Van Heusens „Darn That Dream“ sowie eine Eigenkomposition des Pianisten („Blue Tide“) ein. Während Jerome Kerns „Yesterdays“ eine Solo-Interpretation durch den Pianisten ist, hatte im Klassiker „Body and Soul“ Charles Mingus die „melodische Rolle“ inne.

## Titelliste

### 25-cm-LP (1951)
- Charles Mingus/Spaulding Givens: Strings and Keys (Debut DLP 1)

1. What Is This Thing Called Love? (Cole Porter) – 3:02
2. Darn That Dream (Eddie DeLange, Jimmy Van Heusen) – 3:38
3. Yesterdays [Piano Solo] (Jerome Kern, Otto Harbach) – 3:05
4. Body and Soul (Heyman, Eyton, Green, Sour) – 3:34
5. Blue Moon (Rodgers und Hart) – 3:33
6. Blue Tide (Spaulding Givens) – 3:10

### CD (1992)
- The Charles Mingus Duo & Trio with Spaulding Givens & Max Roach: Debut Rarities, Volume 2 (Original Jazz Classics 00025218180825, Debut Records 00025218180825[4])

1. What Is This Thing Called Love? (Cole Porter) – 3:02
2. Darn That Dream (Eddie DeLange, Jimmy Van Heusen) – 3:38
3. Yesterdays [Piano Solo] (Jerome Kern, Otto Harbach) – 3:05
4. Body and Soul (Heyman, Eyton, Green, Sour) – 3:34
5. Blue Moon (Rodgers & Hart) – 3:33
6. Blue Tide (Spaulding Givens) – 3:10
7. Darn That Dream (Alternate Take) – 3:37
8. Jeepers Creepers (Take 1) (Harry Warren, Johnny Mercer) – 3:37
9. Jeepers Creepers (Take 2) – 3:03
10. Day Dream (Take 1) (Billy Strayhorn, Duke Ellington, John Latouche) – 3:42
11. Day Dream (Take 2) – 2:38
12. Theme from Rhapsody in Blue (Take 1) (George Gershwin) – 3:24
13. Theme from Rhapsody in Blue (Take 2) – 2:39
14. Jet (Take 1) (Bennie Benjamin, George David Weiss, Harry Revel) – 2:44
15. Jet (Take 2) – 2:35

## Rezeption
Der Mingus-Biograf Todd Jenkins lobte die frühe Mingus-Session; das Zusammenspiel der beiden Musiker funktioniere außergewöhnlich gut. Mingus’ Ton am Bass sei „großartig, zart, aber souverän.“ Givens habe lang genug mit Mingus gearbeitet, um zu wissen, wann und wo er sein Spiel sublimieren müsse, um seinem Mitspieler zu dienen. Das Spiel des Bassisten ist eher perkussiv angelegt, um das Fehlen eines Schlagzeugers auszugleichen; Givens zeige fast schon eine Spielhaltung der Cool-Jazz-Schule, leicht und blockhaft. Seine Komposition Blue Tide habe in ihrer Langsamkeit eine majestätische Würde, die von Mingus mit dem Coll’arco-Spiel unterstützt wird. In der (1952 unveröffentlicht gebliebenen) Interpretation von Jeepers Creepers lehne sich Givens an die Spielweise von Bud Powell und „an die eher klaren Momente“ von Thelonious Monk an.
Allmusic bewertete das Original-Album lediglich mit drei (von fünf) Sternen. Ebenfalls in Allmusic schrieb Arwurf arwulf zu der Neuausgabe der Aufnahmen (Debut Rarities, Vol. 2), die er mit vier Sternen bewertete, die Duette mit dem Pianisten Spaulding Givens verschafften „bemerkenswerte Einblicke in die aktive Teilnahme“ des Bassisten bei den Aufnahmesessions für das von ihm mitbegründete Label. Die zusätzlichen Titel unter der Mitwirkung von Max Roach zeigen den fortschreitenden Grad an Kreativität dieser Entwicklung. Dies sei Kammer-Jazz höchster Rangordnung. Es beleuchte die schwierigen Pfade, die diese Musiker zu einer Zeit bestritten, als die Zukunft des Jazz noch unbestimmt und voll unentwickelter Möglichkeiten war.
Richard Cook & Brian Morton verliehen in The Penguin Guide to Jazz der Neuausgabe des Albums 3½ (von vier) Sterne.